# St. Pelagius (Weitnau)

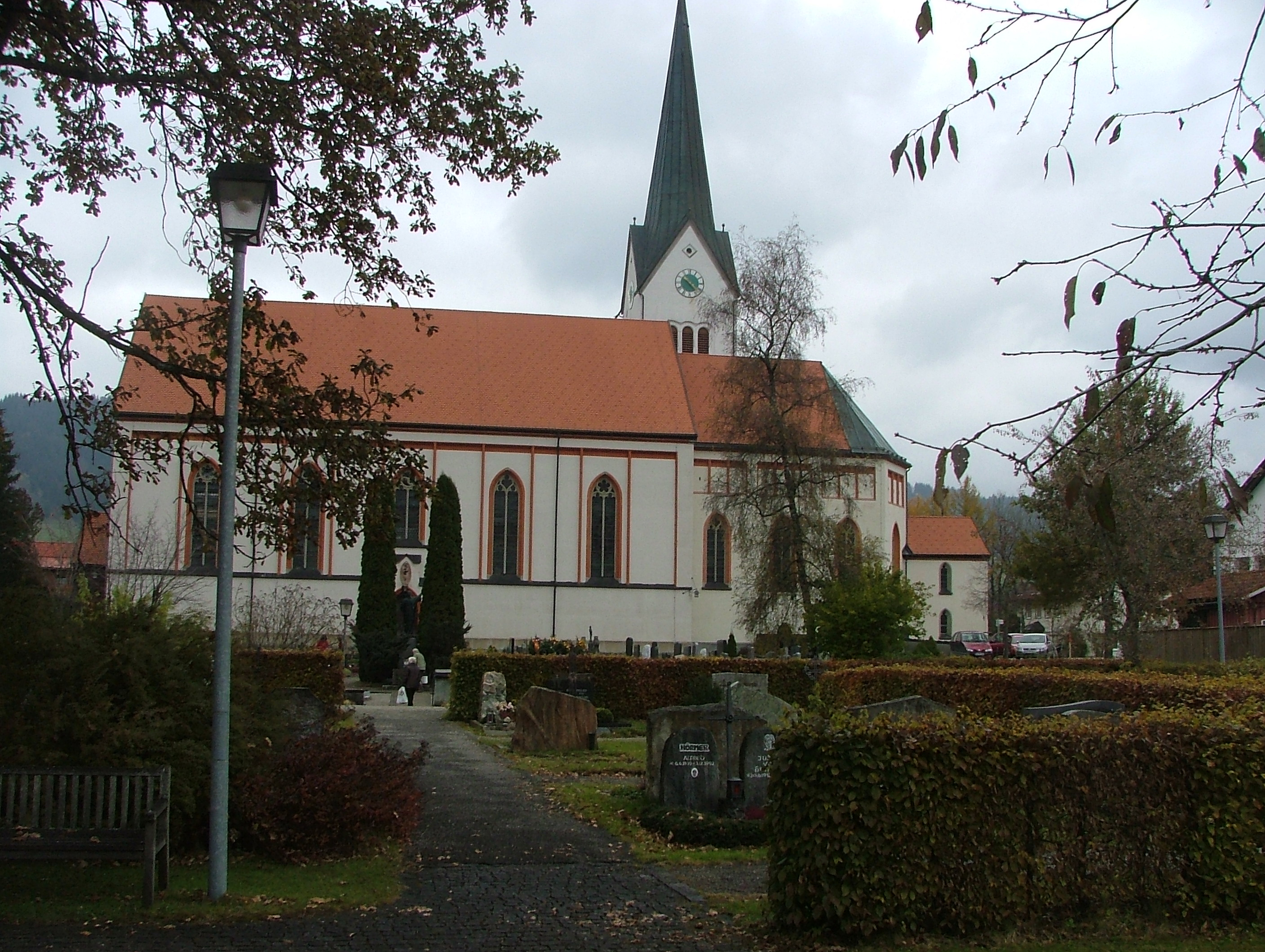
St. Pelagius in Weitnau

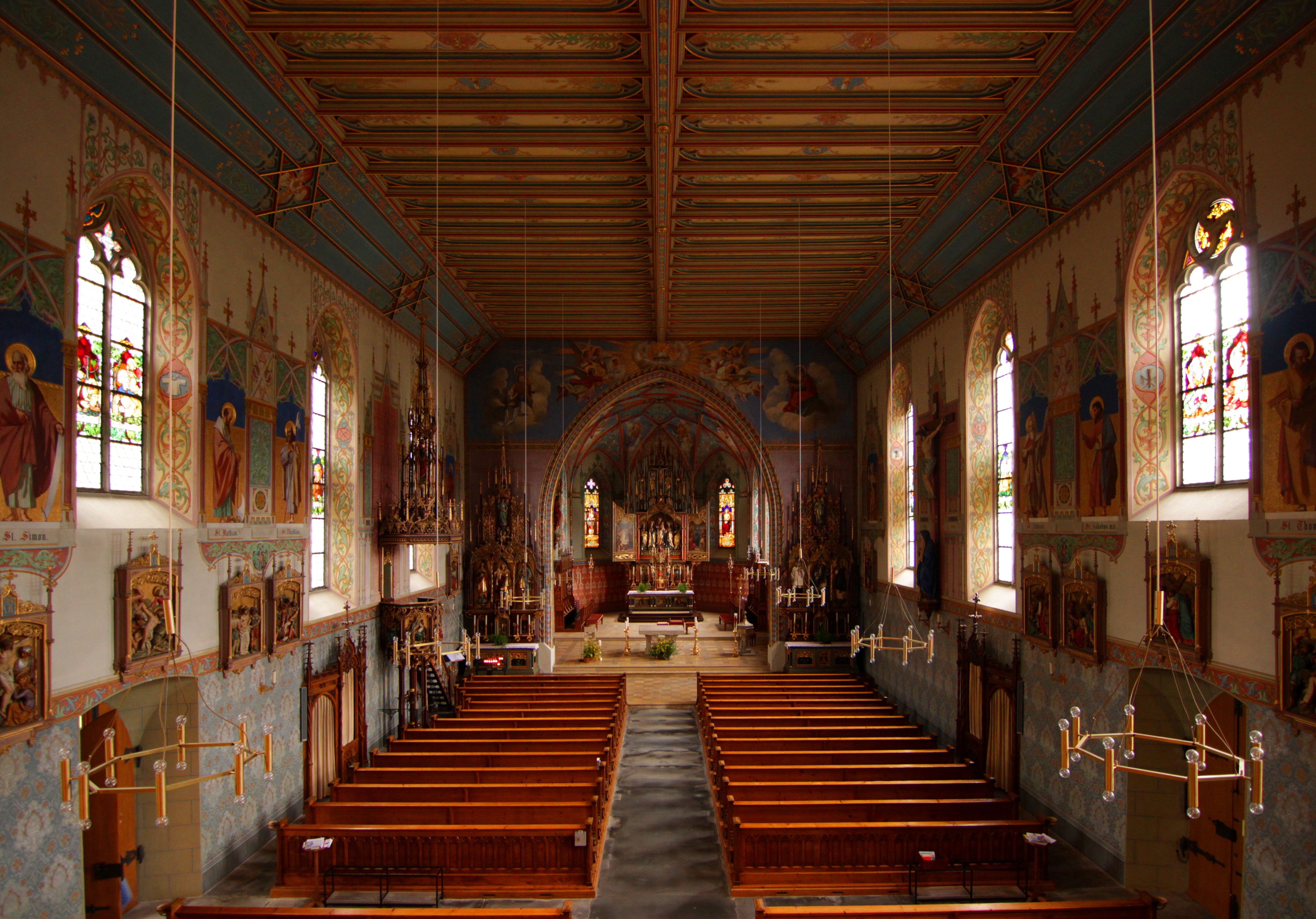
Innenraum

Die römisch-katholische Pfarrkirche St. Pelagius steht in Weitnau, einem Markt im schwäbischen Landkreis Oberallgäu von Bayern. Das Bauwerk ist in der Liste der Baudenkmäler in Weitnau als Baudenkmal unter der Nr. D-7-80-144-3 eingetragen. Die Pfarrei gehört zum Dekanat Kempten des Bistums Augsburg.

## Beschreibung
Die Saalkirche wurde 1860/61 nach dem Entwurf eines königlichen Baubeamten errichtet. Sie besteht aus einem Langhaus, einem eingezogenen, dreiseitig geschlossenen Chor im Osten und einem im Kern spätgotischen Chorflankenturm an der Nordwand des Chors, der mit einem Geschoss aufgestockt wurde, das hinter den als Triforien gestalteten Klangarkaden den Glockenstuhl mit fünf Kirchenglocken beherbergt. Die Zifferblätter der Turmuhr sind an den Giebeln angebracht, über denen sich ein spitzer Helm erhebt. 
Der Innenraum des Langhauses ist mit einer Kassettendecke überspannt, der des Chors mit einem Netzgewölbe. Die Deckenmalereien und Wandmalereien wurden erst 1905/06 ausgeführt. Die Statuen im Schrein des Hochaltars sind in der Nachfolge von Hans Multscher entstanden. Auf der oberen Empore steht eine Orgel.